# 冀晋军区
冀晋军区是晋察冀军区下辖的一个省军级军区。

## 历史
1944年10月晋察冀军区成立的四个二级军区之一。冀晋军区司令员赵尔陆/唐延杰（1947年6月），政委王平（兼政治部主任），副司令员陈正湘，副政委王昭，参谋长唐子安/张开荆，政治部主任张连奎。辖：
- 第二军分区：五台。司令员曾美，政委张连奎(兼)
- 第三军分区：靠近太原。司令员李湘，政委黄文明；
- 第四军分区：靠近石家庄。司令员马龙，政委丁莱夫；
- 第五军分区：雁北。司令员陈坊仁，政委刘达，副司令员刘苏。

冀晋行署设：
- 民教厅：副厅长王仁山

驻蒙军沿桑干河设有两道“蒙疆确保区”封锁线，雁北地区共87个据点，有日军3600多人，伪军4000多人。1944年12月18日毛泽东电示晋察冀军区努力向雁北、绥东、热察、冀东敌占区发展。1945年1月20日晋察冀军区做出开辟雁北工作的指示，冀晋军区派出怀仁、桑干河、天镇3个工委和7支武工队北上。1945年3月春季攻势，五分区第6团与灵丘支队围攻下，灵丘日军3月3日逃往广灵，伪军开城投降。1945年5月12日，冀晋军区发动雁北战役即夏季攻势，到5月30日，解放据点40多处、村镇738个、人口40多万、面积5700多平方千米、毙伤俘日伪军700余人，打破了桑干河封锁线。
1945年4月1日冀晋军区政治部创刊《冀晋子弟兵》报，4开4版，草纸，铅印。
1946年5月，晋察冀精简大整编：
- 第一军分区（第五分区改称）
- 第二军分区
- 第三军分区（第三、第四军分区合编）
- 独立第一旅：1946年8月2日在五台县东冶镇成立。旅长曾美，副旅长罗文坊，副政委李兆炳，参谋长李克林，政治部主任王卓。
  - 第1团：1939年7月在平山县成立的第二军分区第5、第6大队一部和第四军分区第9大队合编为晋察冀军区第19团。1945年12月编入冀晋（赵尔陆）纵队第2旅为第6团。1946年8月2日编入独立第一旅为第1团。团长康银寿，政委张旺。
  - 第2团：1945年12月第二军分区第43团第二营与河北区队、河南区队各一个中队合编组建第二军分区独立第1团。1946年8月2日编入独立第一旅为第2团。团长刘三旺，政委林鹤龄。

1947年7月，冀晋军区领导班子组成冀晋军区前方指挥部，亦称“冀晋兵团”指挥部，统一指挥独立第一旅、后组建的独立第二旅。
- 独立第一旅：1947年8月以冀晋军区警备第3团（1945年10月在定襄县以二分区43团一部组建）改编为独一旅第3团，团长赵兴玉，政委许鸿钧。
- 独立第二旅：1947年8月在五台县东冶镇成立。旅长成少甫，政委钟炳昌，副旅长刘苏（兼参谋长），政治部主任范富山。
  - 第4团：1937年10月成立察绥游击军第1支队，先后编入雁北支队、应县支队。1945年8月改为冀晋军区独立第12团。1947年8月与警备第1、第2、第8团各一部合编为独二旅第4团。团长张一波，政委杨子安。
  - 第5团：1938年成立晋察冀三分区定县大队，1945年8月改编为第49团第3营。1946年7月扩编为警备第7团。团长李喜亭，政委朱卿云。
  - 第6团：前身冀晋军区三分区铁路支队。1945年11月改编为三分区独立第6团，后改为警备第6团。团长王祥云，政委钟枝棋。

1947年11月16日，冀晋军区与察哈尔军区合并为北岳军区。“冀晋兵团”与察哈尔军区独立第4旅合编为晋察冀军区第一纵队，由北岳军区建制指挥。